# Містер Олімпія 2000
Містер Олімпія 2000 — найбільш значуще міжнародне змагання по культуризму, що проводиться під егідою Міжнародної федерації бодібілдингу (англ. International Federation of Bodybuilding, IFBB). Змагання проходили 22 листопада 2000 року в Лас Вегасі, США. Це був тридцять шостий турнір «Містер Олімпія». Свій третій титул завоював Ронні Коулмен з США.

## Результати
Загальна сума призових склала $325,000. Переможець отримав $100,000. Друге місце — $55,000. Третє — $40,000.
| Місце | Ім'я                         | 1  | 2  | 3  | 4  | Бали |
| ----- | ---------------------------- | -- | -- | -- | -- | ---- |
| 1     | США Ронні Коулмен            | 5  | 5  | 5  | 5  | 20   |
| 2     | США Кевін Леврон             | 12 | 10 | 10 | 10 | 42   |
| 3     | США Флекс Віллер             | 13 | 16 | 16 | 15 | 62   |
| 4     | США Шон Рей                  | 20 | 19 | 17 | 20 | 76   |
| 5     | Югославія Нассер Ель Сонбаті | 27 | 25 | 31 | 28 | 111  |
| 6     | Австралія Лі Пріст           | 41 | 35 | 29 | 27 | 132  |
| 7     | Німеччина Маркус Рюль        | 38 | 32 | 36 |    | 106  |
| 8     | США Джей Катлер              | 39 | 44 | 47 |    | 130  |
| 9     | США Декстер Джексон          | 39 | 48 | 50 |    | 137  |
| 10    | США Орвілл Бурк              | 53 | 48 | 46 |    | 147  |
| 11    | Німеччина Денніс Джеймс      | 53 | 48 | 46 |    | 148  |
| 12    | Німеччина Гюнтер Шлієркамп   | 56 | 60 | 58 |    | 174  |
| 13    | Україна Олег Жур             | 65 | 65 | 65 |    | 195  |

## Визначні події
- Ронні Коулмен виграв свій третій поспіль титул Містер Олімпія.
- Кріс Корм'є, який посів третє місце в конкурсі Містер Олімпія 1999, отримав травму за чотири тижні до змагань.